# لومارتزو
لومارتزو (به ایتالیایی: Lumarzo) یک کومونه در ایتالیا است که در استان جنوا واقع شده‌است.

## خصوصیات
لومارتزو ۲۵٫۵ کیلومترمربع مساحت و ۱٬۵۵۸ نفر جمعیت دارد و ۳۲۵ متر بالاتر از سطح دریا واقع شده‌است.